# Ричардсон, Хью Эдвард
Хью Эдвард Ричардсон (22 декабря 1905 — 3 декабря 2000) — сотрудник государственной службы Индии, британский дипломат и тибетолог. Его научная работа была сосредоточена на истории Тибетской империи, и в частности на эпиграфии. Он был одним из последних европейцев, знавших Тибет и его общество до китайского вторжения, которое началось в 1950 году.

## Биография
Родившийся в Сент-Андрюсе, сын офицера медицинской службы британской армии, Ричардсон учился колледже Кебл в Оксфорде. Он поступил на государственную службу Индии 9 октября 1930 года. Перейдя на внешнеполитическую службу правительства Индии, Ричардсон был направлен в Белуджистан в качестве помощника политического агента. В июле 1936 года он был назначен британским торговым агентом в Гьянце. Он представлял Великобританию в Лхасе, столице Тибета, с 1936 по 1940 год и с 1946 по 1950 год, в последние годы став дипломатическим представителем недавно независимой Индии.

О тибетском правительстве во время своего пребывания в Лхасе, Ричардсон сказал:
«Мои коллеги были опытными переговорщиками и мастерами проволочек и уклонений, и могли уходить общения с внешним миром, с простыми людьми. Не могло быть никаких сомнений в том, что я имел дело с министрами правительства, которое было полностью независимым как во внутренних, так и во внешних делах.»
Как и многие офицеры, Ричардсон был опытным лингвистом, свободно говорившим на бенгальском, что он использовал при разговоре с Рабиндранатом Тагором, а его тибетский язык был описан политиком Цепоном У. Д. Шакабпа как «безупречный лхасский тибетец с легким оксфордским акцентом». В качестве секретаря генерального агента по Индии в Чунцине он был назначен офицером ордена Британской империи, а затем был назначен кавалером ордена Индийской империи 14 августа 1947 года.
После обретения Индией независимости, Ричардсон оставался на Индийской административной службе, служа в Лхасе до своей отставки в сентябре 1950 года. После ухода с государственной службы он преподавал в Сиэтле и Бонне. Впоследствии он вернулся в Сент-Андрюс и провел остаток своей жизни в качестве независимого ученого.
Он был сторонником права тибетцев на отдельное политическое существование, что он изложил в двух книгах «Тибет и его история» (1962) и «Культурная история Тибета» (1968), а также в Организации Объединённых Наций, когда Ирландская Республика в лице Фрэнка Айкена подняла вопрос о притеснении Тибета Китаем во время дебатов Генеральной Ассамблеи ООН по Тибету 1959 года.
На Генеральной Ассамблеи ООН по Тибету, по словам одного из присутствующего, «он доблестно действовал как человек чести в деле, которое в изначально было проиграно из — за представлений о политической целесообразности, где стороны принимаются без учёта принципов и для того, чтобы не рисковать присоединиться к потенциальному проигравшему, каким бы достойным он ни был» — позиция, которая, как сообщается, вызвала у него недовольство как британской, так и индийской делегаций в Ассамблее ООН. Он оставался близким личным другом Далай-ламы и тибетского правительства, до своей смерти, его описывали как «очень дорогого для нас».

Позже Ричардсон писал: 
«Британское правительство, единственное правительство среди западных стран, имевшее договорные отношения с Тибетом, и постоянно обходилось с тибетцами так плохо, что в 1959 году они даже не смогли поддержать резолюцию в ООН, осуждающую нарушение прав человека в Тибете Китаем.»
Ричардсон также сказал, что ему «глубоко стыдно» не только за отказ британского правительства признать, что Тибет имеет право на самоопределение, но и за отношения правительства к Далай-ламе.

## Личные интересы
Его хобби были орнитология, ботаника и садоводство, а также он был увлеченным фотографом. Ещё одной страстью Ричардсона был гольф, который он пытался внедрить в Тибет, хотя и отметил, что мяч, улетает слишком далеко в разреженном воздухе.